# أرجنك (خوانسار)
أرجنك هي قرية في مقاطعة خوانسار، إيران. عدد سكان هذه القرية هو 1,149 في سنة 2006.